# Sophus Vermehren

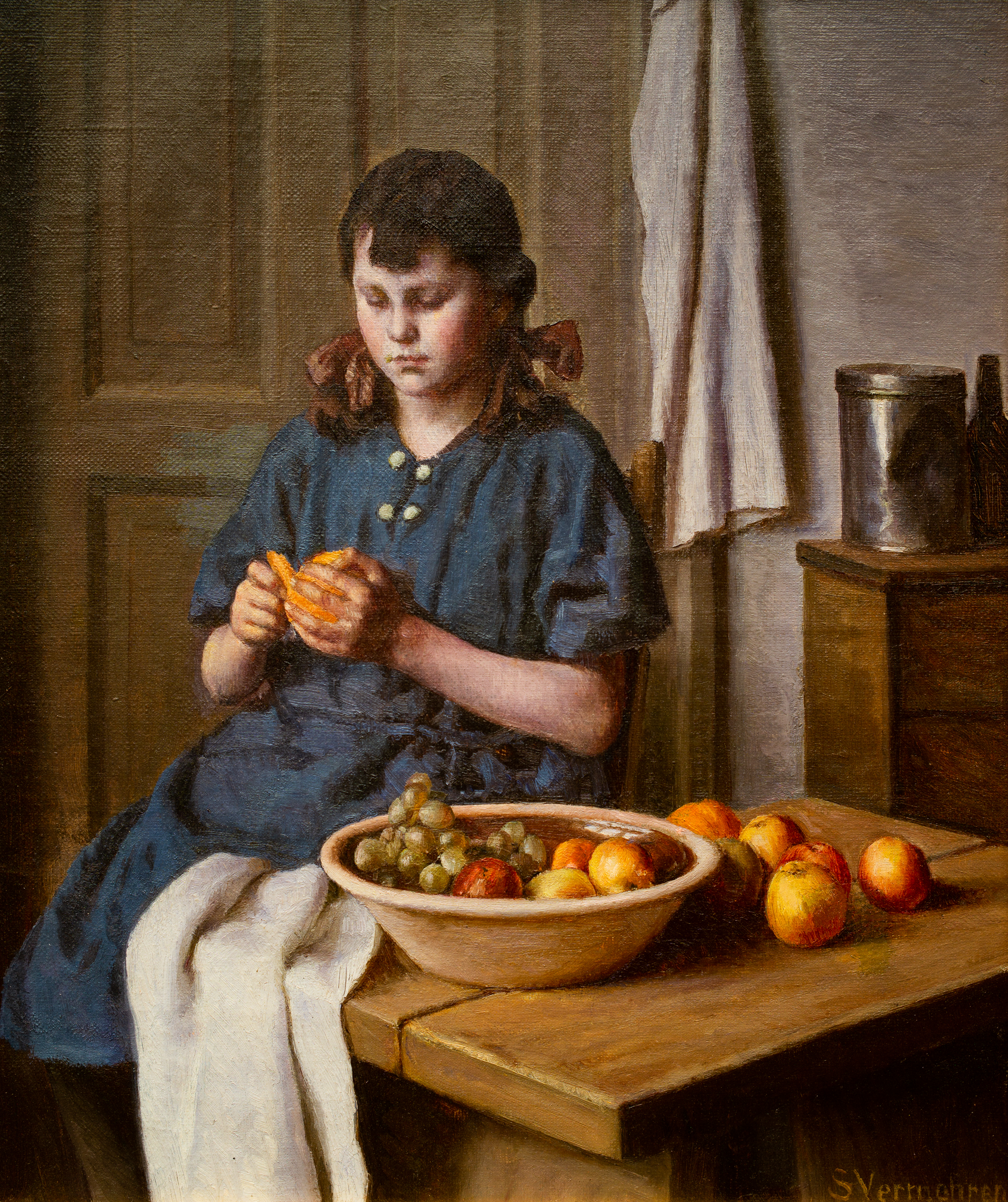
Young Girl Peeling Fruit

Sophus Vermehren, född 28 augusti 1866 i Köpenhamn, död 25 mars 1950, var en dansk målare. Hans far, Frederik Vermehren, och brodern Gustav Vermehren var också konstnärer.

## Biografi
Sophus Vermehren föddes som son till målaren Frederik Vermehren och hans hustru Thomasine Ludvigne Grüner. Han utbildade sig till målare under tre år och lärde sig teckna av sin far. Han studerade på Det Kongelige Danske Kunstakademi i Köpenhamn från 1883 till 1892 och debuterade på Charlottenborg år 1893 med ett porträtt av professor Adolph Kittendorff.
Vermehren deltog regelbundet på Charlottenborgs vårutställning mellan 1891 och 1915 och flera gånger på Kunstnernes Efterårsudstilling. Han är representerad på bland annat Statens Museum for Kunst.
Vermehren arbetade som ritningslärare på Københavns Tekniske Skole och drev tillsammans med brodern Gustav Vermehren en förberedande konstskola för elever som sökte in på Kunstakademiet.
År 1901 gifte han sig med konstnären Yelva Bock och paret fick tre söner.

## Motiv

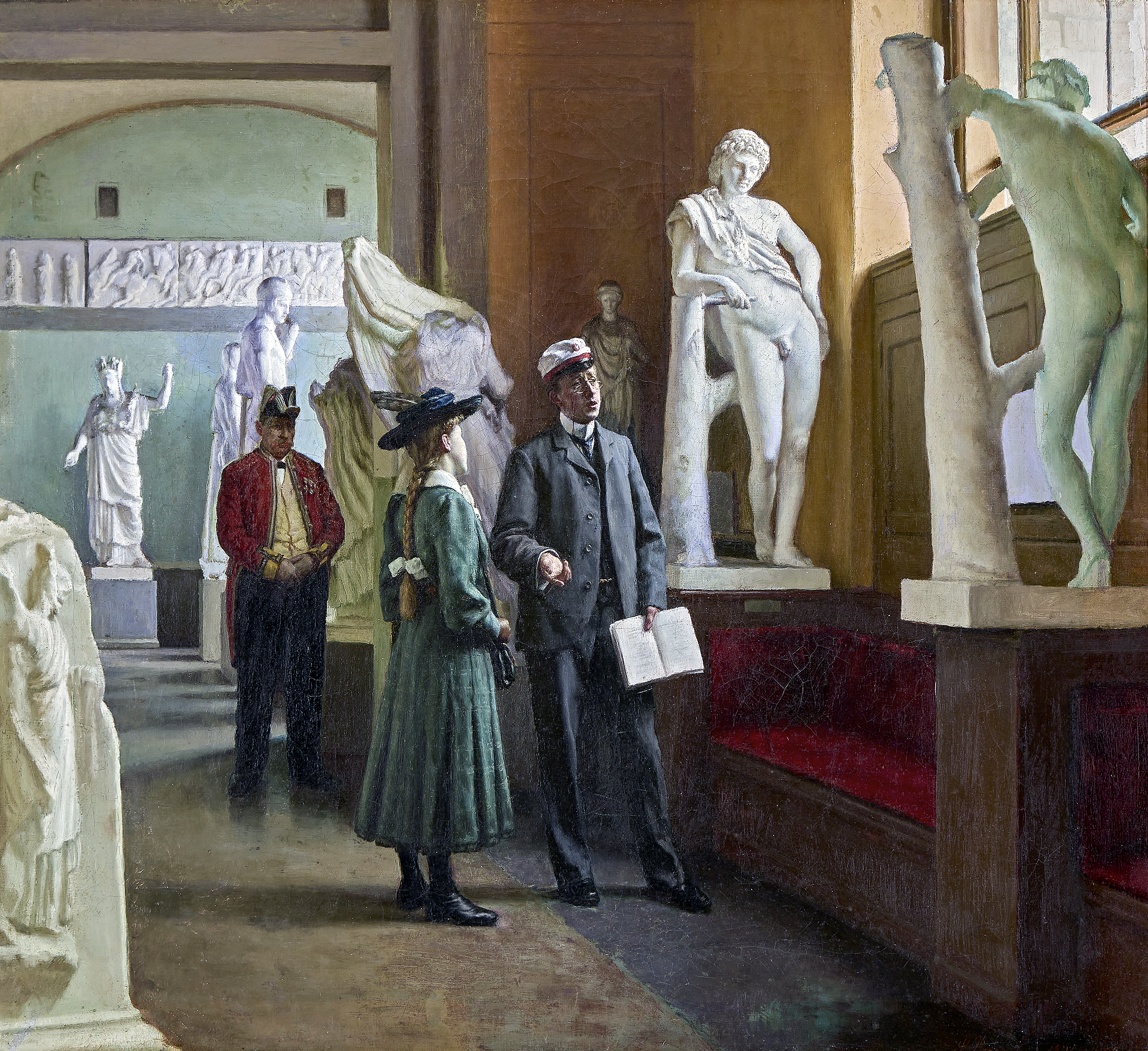
Besökare på den antika avdelningen på Statens museum for Kunst.

Vermehren hade en varierad produktion. Han målade porträtt, scener ur familjelivet och landskap. Han målade också  altartavlor till kyrkorna i Herborg och Galten.
Hans familjebilder skildrar borgarlivet medan hans landskap är idylliska och troligen inspirerade av Julius Exner. Sophus Vermehren var mindre produktiv än sin bror men anses allmänt som mer talangfull.